# Nike Air Force 1

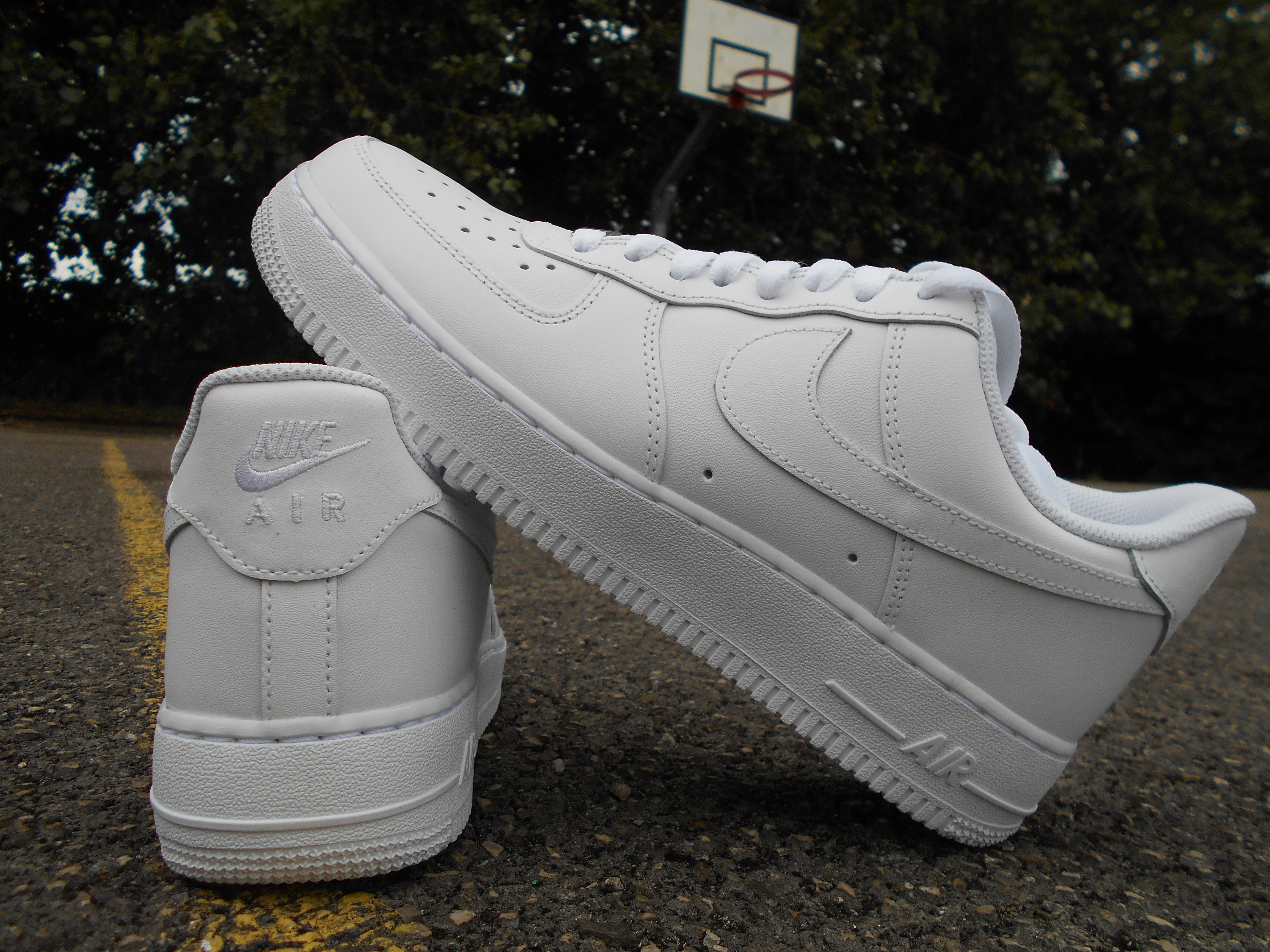
Nike Air Force 1 - lage versie.

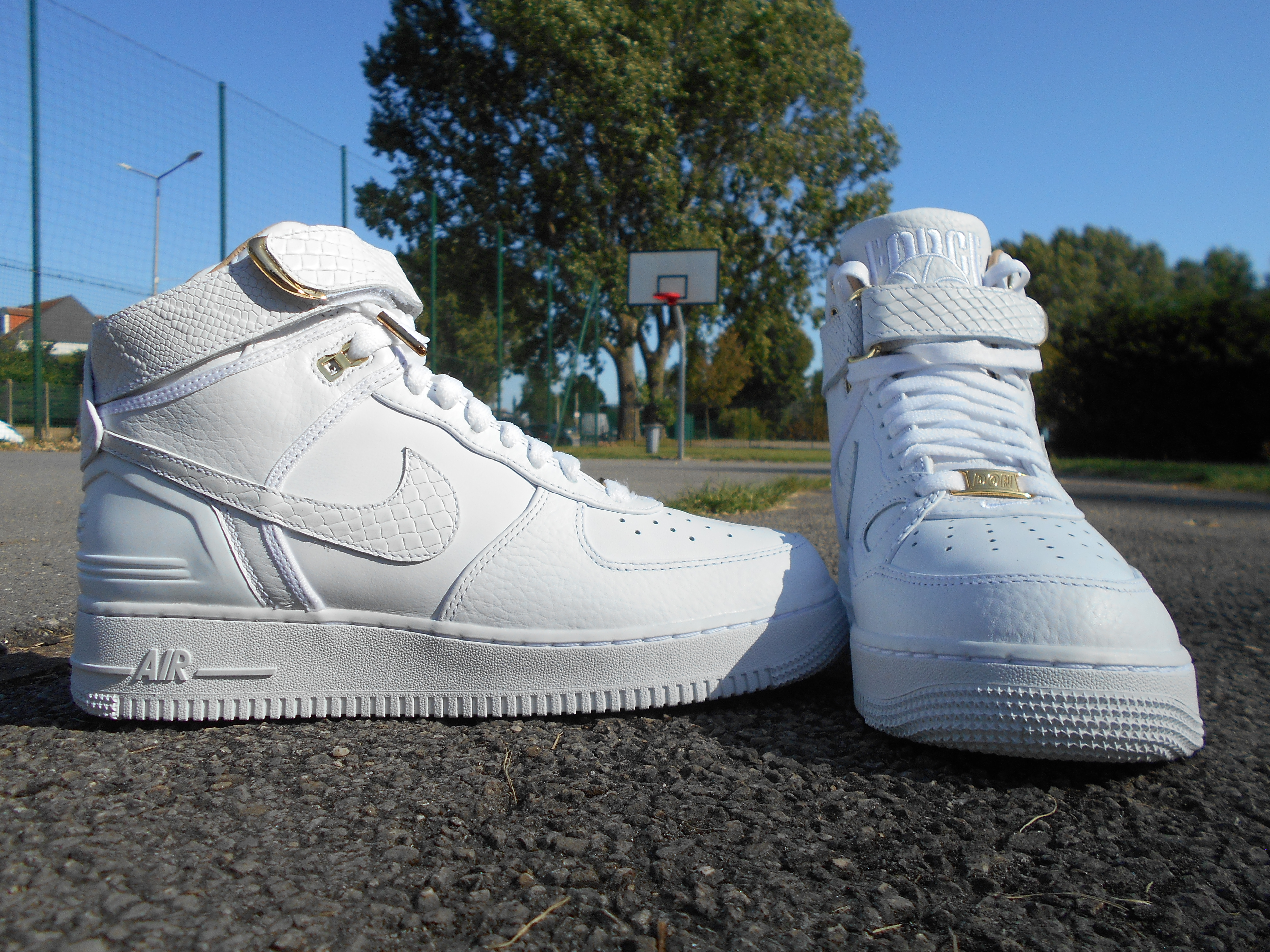
Nike Air Force 1 - hoge versie.

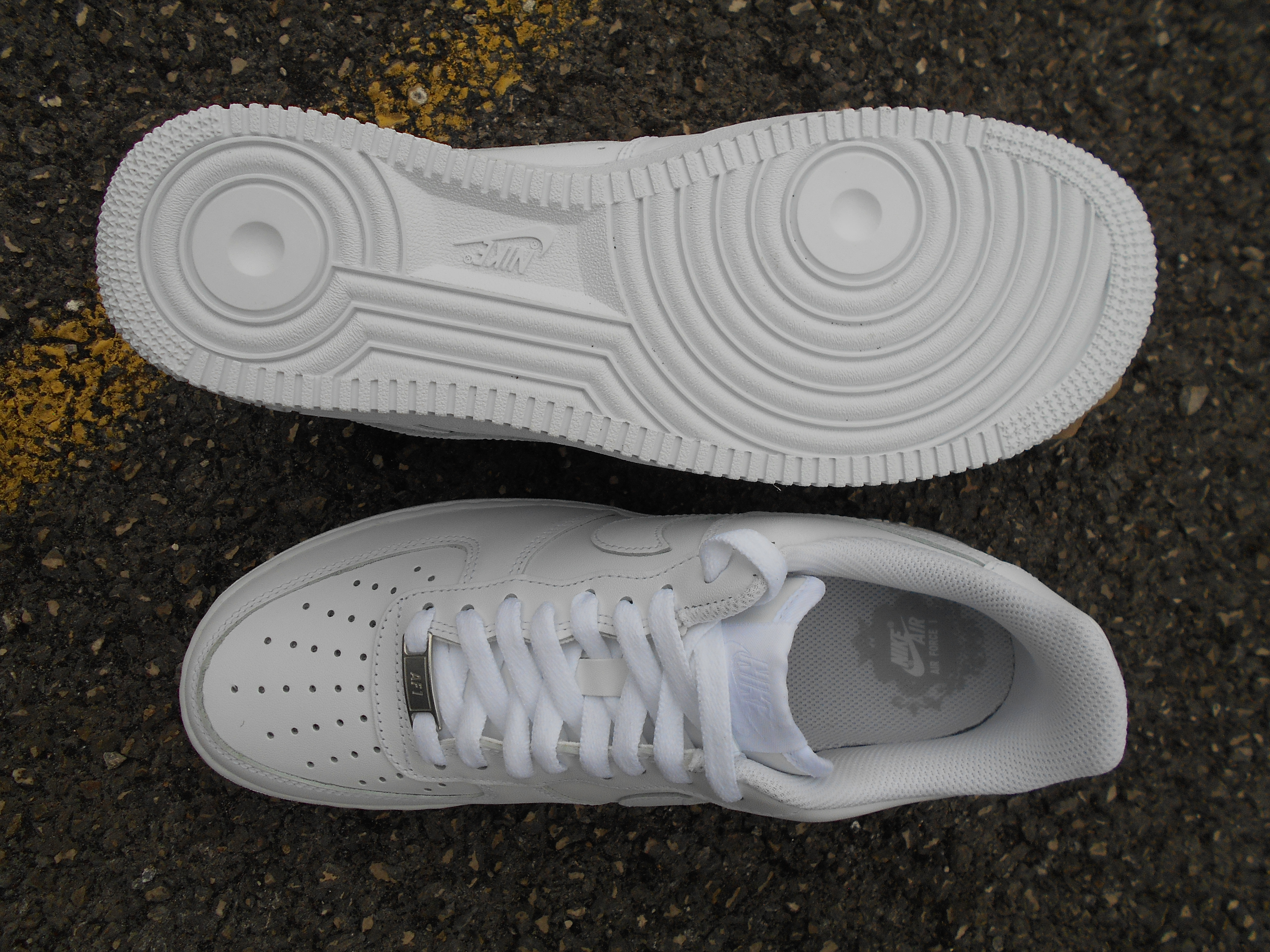
Nike Air Force 1 - zool en bovenkant.

De Air Force 1 is een basketbalschoen van de fabrikant van sportartikelen Nike. Deze werd in 1982 op de markt gebracht en vooral bekend als streetstyle-schoen in de hiphopscene. Er zijn in totaal meer dan 1.800 modellen ontwikkeld in talloze verschillende kleur- en materiaalcombinaties.

## Geschiedenis
In 1979 lanceerde Nike zijn eerste Air Technology-hardloopschoen, de Tailwind. Hier werd een laag gevuld met een edelgasmengsel, en niet, zoals vaak ten onrechte wordt aangenomen, alleen lucht, geïntegreerd in de zool van de schoenen om de spanningen tijdens het hardlopen te verminderen. Nadat deze technologie zijn waarde had bewezen, begon Nike het schoenontwerp aan te passen aan de speciale behoeften van andere sporten. Basketbal bood zichzelf aan vanwege de hoge populariteit in combinatie met de enorme fysieke belasting van de springers die hier voor de atleten ontstaat.
De Air Force 1 werd gelanceerd in 1982. Het was de eerste basketbalschoen met Nike Air-technologie. De Air Force 1 is oorspronkelijk ontworpen voor spelers als Moses Malone en Jeff Ruland, maar werd ook gedragen door andere basketbal-legendes.
Nadat de eerste productiegolf van de Air Force 1 in 1984 was geëindigd, veranderde plotseling de perceptie van Nike-klanten. De vraag naar de basketbalsneaker steeg. Drie retailers uit Baltimore - "Downtown Locker Room", "Cinderella Shoes" en "Charley Rudo's Sports" - slaagden er uiteindelijk in Nike ertoe te brengen een compleet nieuwe serie in verschillende kleurontwerpen te lanceren. Hoewel de vraag aanvankelijk vooral gericht was op de oostkust van de Verenigde Staten, groeide de populariteit van de Air Force 1 gestaag. Vooral de hiphop-gemeenschap ontdekte het en maakte het populair.
In 2013 ontwikkelde zich een enorme hype rond de Nike sneakers in Duitsland. De Air Force 1 genereerde samen met de Nike Air Max en Nike Frees de grootste verkopen. Gedurende deze tijd werden alle nieuwe ontwerpen ontwikkeld, waarbij de klassieke witte variant het populairst bleek te zijn.
Aanvankelijk was de De Air Force 1 alleen verkrijgbaar als hoge en lage versie. Later werd de middelhoge versie toegevoegd.

## Ontwerper
De Air Force 1 is ontworpen door Bruce Kilgore. Kilgore kwam in 1979 bij Nike als voormalig ontwerper en beeldhouwer, hetzelfde jaar waarin Nike de luchttechnologie introduceerde. Naast de Air Force 1 heeft Kilgore ook de Air Jordan II, de Air 180 en de Sock Racer ontwikkeld.

## Samenwerking met beroemdheden
In 1983 werd de High-Top Air Force 1 gedragen door populaire NBA-spelers (de "Original Six") van die tijd: Michael Cooper, Bobby Jones, Moses Malone , Calvin Natt, Mychal Thompsen en Jammal Wilkes.
In 2002 wijdde de Amerikaanse rapper Nelly samen met Kyjuan, Murphy Lee en Ali een nummer met dezelfde naam aan Air Force 1 op zijn album Nellyville.
Ook Duitse rappers Kool Savas en Jan Delay droegen een lied aan deze schoen. Het lied van Kool Savas presenteerde MZEE.com als download beschikbaar. Het nummer van Jan Delay is verkrijgbaar onder de naam Boba Ffett - King Nike Air op de Eimsbush Style Liga Vol.1.
In 2007 werd het nummer 'Classic (Better Than I've Ever Been)' exclusief in opdracht gemaakt voor het 25-jarig jubileum van de sneaker. Nike huurde de rappers Kanye West, Nas, KRS-One en Rakim in. De Nike Air Force 1 Remix is geproduceerd door DJ Premier.